# Sacabambaspis
Sacabambaspis is een geslacht van uitgestorven Pteraspidomorphi. Deze primitieve kaakloze vis (Agnatha) leefde in het Midden-Ordovicium aan de continentale rand van Gondwana. Het is het bekendste geslacht onder de Arandaspidida. De naam Sacabambaspis is een combinatie van de plaats Sacabamba in Bolivia en het Griekse woord ἀσπίς, aspis (schild). Sacabambaspis werd ontdekt in 1986 en werd voor het eerst in hetzelfde jaar wetenschappelijk beschreven door Pierre-Yves Gagnier, Alain Blieck en G. Rodrigo.

## Kenmerken
Sacabambaspis was vijfentwintig tot vijfendertig centimeter lang, het kopschild met een breedte van acht centimeter bereikte ongeveer een derde van deze lengte. Het uiterlijk leek enigszins op een kikkervisje met een extra grote kop, een afgeplatte romp en een beweegbare staartvin. Anders had hij geen andere vinnen. Zijn ogen waren vergelijkbaar met autokoplampen aan de voorkant van het hoofd. Sacabambaspis droeg een kopschild, dat bestond uit een grote achterplaat (dorsale plaat) en een buikplaat (ventrale plaat). Beide platen waren opgebouwd uit ongeveer twee millimeter grote zeshoekige kleine platen, de zogenaamde tesserae, die via een basale laag aan elkaar waren gesmolten. Van buitenaf gezien vormden ze geperforeerde knobbeltjes, waarvan de randen waren gerafeld als eikenbladeren - een patroon dat ook te vinden is op andere schalen van Heterostraci en Thelodonti. De dorsale plaat convergeerde in het midden in een braamachtige verhoging, de ventrale plaat was bolvormig en sterk naar beneden gebogen.
De voorste 2,5 centimeter van de ventrale plaat was opgebouwd uit vierkante rijen plaatjes, die de mondopening omringden. Hoewel Sacabambaspis geen kaken had, was de mond omringd door bijna zestig rijen van deze zeer kleine beenplaten. Deze platen waren waarschijnlijk beweeglijk en konden bijdragen aan een sterker zuigeffect door samentrekkingen van de mondholte en keel. Van onderaf gezien had het buikschild een ovale omtrek. Het was heel sterk gebogen aan de voorkant, maar steeds meer afgeplat naar de achterkant. Beide afschermplaten werden verbonden via smalle zijplaten die aan de zijkant waren bevestigd. Er waren twintig van deze diamantvormige vertakte platen, die aan de achterkant een bult in het midden hadden en duidelijk de kieuwen bedekten. Ze varieerden ongeveer van de positie van het pijnappelklierapparaat tot het einde van het buikschild.
Tussen de ogen helemaal vooraan bevond zich een T-vormig bot dat de inspringingen van elkaar scheidde, wat mogelijk kan worden geïnterpreteerd als neusgaten, een ander karakteristiek kenmerk van de Arandaspidida. 2,5 Centimeter achter de voorste rand van het achterste schild was een gepaarde uitsparing, die kan worden geïnterpreteerd als een pijnappelklier of parapine-apparaat. Daarachter werden de knobbeltjes van de tesserae kleiner, wat de indruk wekte van een onafhankelijke plaat. Achter het kopschild was de rest van de vijfentwintig centimeter lange romp bedekt met langwerpige, strookvormige, relatief dunne schubben. Ze droegen ook eikenbladvormige tuberkels, die in parallelle rijen waren gerangschikt. Vier grotere rijen schubben met een totaal van meer dan honderd schubben liepen parallel aan de flank van het dier, één rij vormde elk de middelste nok op de rug en buik. De vier rijen schubben waren gerangschikt in zigzaglijnen. De rest van de schubben trok zich terug als een visgraat, hetzij naar de dorsale of naar de ventrale middenrug. De dorsale middenrug eindigde net voor de anus.
De ongeveer tien centimeter lange staart bestond uit een relatief grote rug- en buikflap en in het midden van de lob van de chorda dorsalis, die zich ver naar achteren uitstrekte, die werd afgesloten door een kleine vin en de indruk gaf van een rattenstaart. Deze structuur verschilt heel duidelijk van de Heterostraci, die momenteel zijn gegroepeerd als Arandaspidida en Astraspidida binnen de clade Padeaspidomorphi (Gagnier, 1993, 1995; Donoghue en Smith 2001; Sansom en collega's 2005). De staartvin lijkt symmetrisch en wordt volgens Janvier (1995) verstijfd door een paar radiale lijnen.
Met het nevenorgaan vertoonden fossielen uit Sacabambaspis duidelijk de aanwezigheid van georganiseerde zintuigen. Dit was een reeks poriën met een open verbinding van zenuwen, die de minste waterbewegingen registreerden, bijvoorbeeld veroorzaakt door potentiële roofdieren. De rechte lijnindeling stelde het dier in staat om de richting en afstand van de bron van de verstoring te bepalen. Lineaire sensorische organen bevonden zich niet alleen aan de zijkant van het dier, maar ook over de rug en het maagschild. Aan de buikzijde liep bijvoorbeeld een paar lineaire organen van het buikschild over tweederde van de romplengte, waarbij het oppervlak van de aangetaste torso-schalen continu en in een rechte lijn werd ingekerfd. Een aantal dwarse commissuren waren bevestigd aan de buikgrens van achttien tot twintig zijplaten, verbindingsbanden gemaakt van zenuwweefsel. Lijnen liepen ook op de achterplaat, bijvoorbeeld de gepaarde achterlijn, die zich vertakte naar de zijkant ter hoogte van het pijnappelklierapparaat, maar bleef in de rug lopen. Infra- en supraorbitale lineaire sensorische organen waren ook aanwezig.

## Leefwijze
Sacabambaspis leefde waarschijnlijk als een filteraar op de continentale randen van Gondwana in ondiepe mariene kustwateren, onder andere het geslacht was gefossiliseerd op submarine alluviale kegels.

## Classificatie
Sacabambaspis werd aan de familie Arandaspididae toegevoegd door Gavin C. Young (1997) in de orde Arandaspidida. Veel bewerkers plaatsen het genre echter direct in de orde of superorde en laten de toewijzing aan een familie open. Subtaxa zijn de Sacabambaspis janvieri-soorten, waaraan het type fossiel is toegewezen en de niet aan een soort toegewezen fragmentarische vondsten van Sacabambasis sp., Young 1997, Sacabambaspis sp., Albanesi & Astini 2002 en Sacabambaspis sp., Sansom et al. In 2009.

## Vindplaatsen
Naast de typelocaliteit in Bolivia, waar het type fossiel van Sacabambaspis janvieri samen met dertig andere soorten voorkomt, zijn de volgende locaties bekend voor Sacabambaspis:
- Argentinië: Sacabambaspis sp. Albanesi & Astini 2002 –  La-Cantera-formatie, Sierra de Villicum (Sandbium)
- Australië: Sacabambaspis sp. Young 1997 – Amadeus-bekken
  - Carmichael Sandstone-formatie, Johnny Creek Anticline (Sandbium)
  - Horn Creek Siltstone (Floium)
  - Stokes Siltstone-formatie, Gardiner Range (Darriwilium)
- Bolivia: Typlocaliteit
  - Cerro Chakeri, Puntata – Anzaldo-formatie (Darriwilium)
  - Sacabambilla – Anzaldo-formatie (Darriwilium)
- Oman: Sacabambaspis sp. Sansom et al., 2009 – Wadi Daiqa en Wadi Qahza, Amdeh-formatie(Dapingium tot Darriwilium)

Het veelvuldig voorkomen van Sacabambaspis janvieri op de typelocatie in Bolivia wordt toegeschreven aan een massale uitsterving, wat wordt verklaard door de snelle instroom van zoet water tijdens een storm. Met de primitieve vis werd tegelijkertijd een groot aantal brachiopoden gedood. Geïsoleerde schaalresten uit Australië hebben een zeer vergelijkbare versiering in vergelijking met de Boliviaanse vondsten. Ten slotte bewijzen de vondsten uit Oman dat de vis niet alleen aan de zuidelijke rand van Gondwana was (zoals de vondsten uit Australië en Zuid-Amerika oorspronkelijk suggereerden), maar ook werden gevonden over de hele continentale rand van Gondwana.